# Aparan
Aparan (en armeni, Ապարան [ɑpɑˈɾɑn], col·loquialment [ɑbɑˈɾɑn]) és una ciutat del municipi d'Aparan, a la província d'Aragatsotn, d'Armènia que està situada a 50 quilòmetres al nord-oest de la capital, Yerevan. Segons el cens del 2011, té una població de 6.451 habitants. Segons estimacions oficials del 2016 la població d'Aparan és de 5.300 habitants. Segons el cens de població del 2022 té 5.803 habitants.
La batalla de Bash Abaran va succeïr a la rodalia de la ciutat durant la Primera Guerra Mundial.

## Etimologia
Es creu que el nom d'Aparan deriva de la paraula en armeni aparank, que significa palau reial. De totes maneres, al llarg de la ciutat, la ciutat ha disposat de diversos noms com Kasagh, Paraznavert, Abaran i Abaran Verin. També ha esetat coneguda com Bash Aparan (Բաշ Ապարան), fins al 1935, any en què va rebre la denominació actual.

## Geografia i clima
Històricament, Aparan formava part del cantó de Nig, dins de la província d’Ayrarat del Regne d’Armènia Major.
En l’actualitat, Aparan es localitza al vessant oriental del volcà dels Aragats i al vessant septentrional del mont Ara, a la riba del riu Kasagh, a una altitud de 1.880 metres sobre el nivell del mar. La ciutat es troba a una distància viària de 42 quilòmetres al nord d’Erevan i 32 quilòmetres al nord de la capital provincial, Astarak, a la carretera principal nord-sud de la República d’Armènia.

### Clima
Aparan presenta, en general, un clima alpí amb influència de clima semiàrid fred. El municipi es caracteritza per hiverns nevats i estius temperats i humits. La temperatura mitjana és aproximadament de −8 °C a l’hivern i de 17 °C a l’estiu. La precipitació anual mitjana se situa al voltant dels 700 mil·límetres.

## Població i religió
La majoria de la població d'Aparan segueixen l'Església Apostòlica Armènia. La ciutat forma part de la diòcesi d'Aragatsotn, que té la seu a la Catedral d'Osakan. Les esglésies de la Sagrada Creu i de la Sagrada Mare de Déu daten dels segles V i XIX respectivament. Les dues encara són operatives en l'actualitat.

### Evolució de la població
| Any  | Número d'habitants |
| ---- | ------------------ |
| 1831 | 386                |
| 1873 | 1.353              |
| 1714 | 2.337              |
| 1931 | 2.666              |
| 1959 | 2.662              |
| 1979 | 5.990              |
| 2001 | 6.614              |
| 2011 | 6.451              |
| 2022 | 5.803              |

## Història

### Edat antiga i mitjana
Durant l’antiguitat, la regió d’Aparan era coneguda amb el nom de Nig o Nigatun. La primera referència a la localitat d’Aparan fou feta pel geògraf Ptolemeu al segle II, qui es referí a l’emplaçament amb el nom de Casala (Κασάλα en grec), forma hel·lenitzada del topònim armeni Kasagh. Aquesta vila constituïa el centre del cantó de Nig, inclòs en la província d’Airarat de l’antiga Armènia. El territori de Kasagh es trobava sota l’administració de la família noble armènia dels Gntunik, durant el domini de la dinastia arsàcida d’Armènia. Els prínceps de la dinastia Gentuni foren els fundadors de la basílica de Kasagh entre finals del segle IV i inicis del segle V. Originalment, l’edifici s’erigia dins el recinte del palau Arxakuní dels reis d’Armènia, ubicat a la vila.
Entre els segles IX i XI, Aparan formava part del Regne bagràtida d’Armènia, amb els Gentuni reconeguts com a prínceps vassalls dels sobirans bagràtides. A partir del segle X, el topònim Kasagh fou progressivament substituït per Aparan, denominació derivada del poble d’Aparank, situat a la província de Moxoene del Regne d’Armènia. Aquest canvi s’associa a la translació de relíquies provinents del monestir armeni de Surp Khach d’Aparan cap a la vila de Kasagh.
Des de mitjan segle X fins a finals del segle XII, Aparan fou successivament controlada per diverses dinasties musulmanes, entre les quals destaquen els kurds xaddàdides i els túrquics Delimks, procedents de l’Iran actual. Durant aquest període, Aparan fou administrada localment pels prínceps armenis Pahlavuní. Després de la conquesta d'Aní pels romans d'Orient l’any 1045, els seljúcides ocuparen gran part de l’Altiplà armeni el 1064. Tanmateix, a finals del segle XII, amb l’establiment del domini armeni zakàrida, la vila tornà a mans armènies. Els dirigents zakàrides confiaren el govern de la regió a la nissaga noble dels Vaxutians, que impulsaren diverses construccions arquitectòniques a la vall del riu Kasagh. Aquest domini es prolongà fins al segle XIV, moment en què Armènia s’incorporà a l'Ilkanat de l’Imperi Mongol.
A partir de l’últim quart del segle XIV, la confederació túrquica sunnita Aq Qoyunlu s’apoderà d’Armènia, incloent-hi Aparan, fins a la invasió de Tamerlà l’any 1400. El 1410, el territori fou dominat pels Qara Qoyunlu, de confessió xiïta i ètnia oghuz.

### Edat moderna
Entre 1502 i 1828, Armènia passà a formar part de l’Estat persa sota les dinasties safàvida, afxàrida i qàjara, amb curts períodes intermitents de control otomà, primer entre 1578 i 1603 i posteriorment entre 1722 i 1736.
Durant el segle XVI, la seu efectiva de l'arxidiòcesi catòlica de Nakhitxevan fou traslladada a Aparan, ubicació més central i propera a les comunitats catòliques. Cap al 1620, el papa Gregori XV promogué la fundació d’un seminari de l’orde armeni dels Fratres Unitores (branques dominiques  armènies). El 21 de febrer de 1633, la seu fou elevada al rang d’arxidiòcesi no metropolitana de Nakhitxevan, si bé les activitats diocesanes es reduïren notablement durant aquell mateix segle. L’arxidiòcesi fou suprimida el 1847, havent romàs vacant des del 1765, després de l’èxode dels fidels arran dels conflictes entre els otomans i els safàvides.
Al segle XVII, l’historiador armeni Zakharia de Kanaker es referí a Aparan amb el nom de Kasagh. A partir del segle XVIII, Aparan apareix documentat com a Bash-Aparan en fonts perses i túrquiques. Aquesta vila era el centre de l’mahal (districte) d’Aparan dins del Kanat de Yerevan, integrat a Pèrsia. En aquell temps, el territori era una zona de frontera en conflicte permanent i no tenia població sedentària ni armènia ni musulmana. El mahal era reivindicat com a zona de pastures per la tribu nòmada túrquica dels Büyuk-chobankara.
El 8 de juliol de 1826, les tropes russes conqueriren Bash-Aparan, llavors sota sobirania qàjara. Posteriorment, com a resultat del Tractat de Turkmantxai, signat el 21 de febrer de 1828, el territori fou formalment cedit a l’Imperi Rus.

### Història contemporània
Durant els anys del genocidi armeni (1914–1918), nombroses famílies refugiades procedents de les ciutats armènies occidentals de Van, Mush, Alashkert i Erzurum s’establiren a Bash-Aparan. Altres famílies provenien de la vila de Khoy, a l’Armènia oriental.
El 21 de maig de 1918, Aparan fou escenari de la batalla d’Abaran, en el marc de la campanya del Caucas de la Primera Guerra Mundial, durant la qual les forces armènies aconseguiren repel·lir la invasió otomana de la recentment proclamada República d’Armènia. En aquest breu període d’independència, Bash-Aparan esdevingué cap del districte administratiu (gavar) homònim.
Sota el domini soviètic, l'any 1930 es constituí el districte de Bash-Aparan. L’any 1935, la localitat adoptà oficialment el nom d’Aparan. El 1963, li fou atorgat l’estatus de nucli de tipus urbà.
L’any 1978 s’inaugurà un imponent monument commemoratiu de la batalla d’Abaran, dissenyat per l’arquitecte Rafael Israelyan, situat al nord de la vila.
Després de la independència de la República d’Armènia l’any 1991, i d’acord amb la reforma administrativa de 1995, Aparan fou inclosa com a ciutat dins de la província d’Aragatsotn.

## Cultura i patrimoni
Aparan té un palau de la cultura, una biblioteca pública, una escola de música i una escola d'art.
La ciutat té nombrosos espais patrimonials:
- La Basílica de Kasagh, del segle IV és una de les esglésies més antigues del país que sobreviu. El 1877 fou restaurada.[11]
- El monument a la Batalla de Bash Abaran, erigit el 1978.
- El mausuleu del general Drastamat Kanayan, a prop del memorial de la batalla.
- El parc de l'alfabet armeni d'Aparan i l'estàtua del savi armeni del segle XII Mikhitar Gosh.
- La Sagrada Creu d'Aparan, de 33 metres d'alçada i la capella de la Trinitat. La creu conté 301 petites creus metàl·liques que representen l'any 301, quan Armènia adoptà el cristianisme.[12]

## Transports
Aparan està a la ruta de l'autopista M-3 que conecta Yerevan amb Tblisi, capital de Geòrgia. També té carreteres regionals que la comuniquen amb els pobles de la zona, així com amb les provincies de Shirak i Armavir.

## Economía
Històricament, Aparan era un centre de producció tèxtil i d'alfombres, però aquesta industria va entrar en declivi després del col·lapse de la Unió Soviètica.
A l'actualitat hi ha la fàbrica Nig de productes elèctriques i la Fàbrica de formatge d'Aparan, així com l'embotelladora d'aigua mineral d'Aparan, així com altres indústries.
En el sector serveisi hi ha diversos restaurants i hi ha l'hotel Amrots.

## Educació i esports
A Aparan hi ha 2 escoles d'educació primària i l'institut de física i matemàtiques. També hi ha dues llars d'infants. El 2009 es fundà la Aparan Physics and Mathematics High School, que fa classes especialitzades d'humanitats, ciències naturals i matemàtiques.
Fins a l'any 1999 hi havia el club de futbol Nig Aparan. Aparan és un centre d'esports d'hivern i durant l'època soviètica hi havia una estació d'esquí, que es planeja reobrir.